# Palazzo Ceni

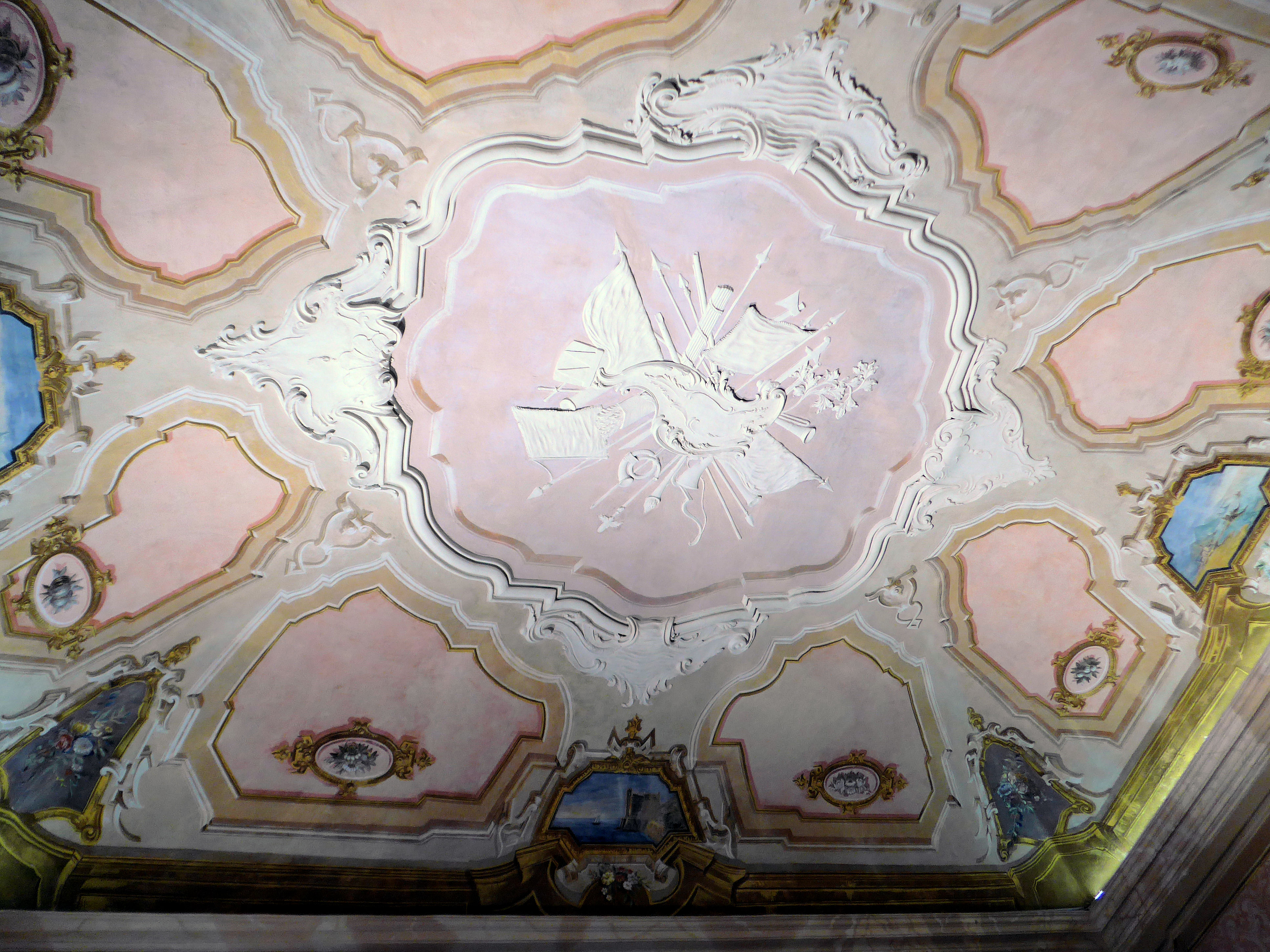
Soffitto della sala d'onore.

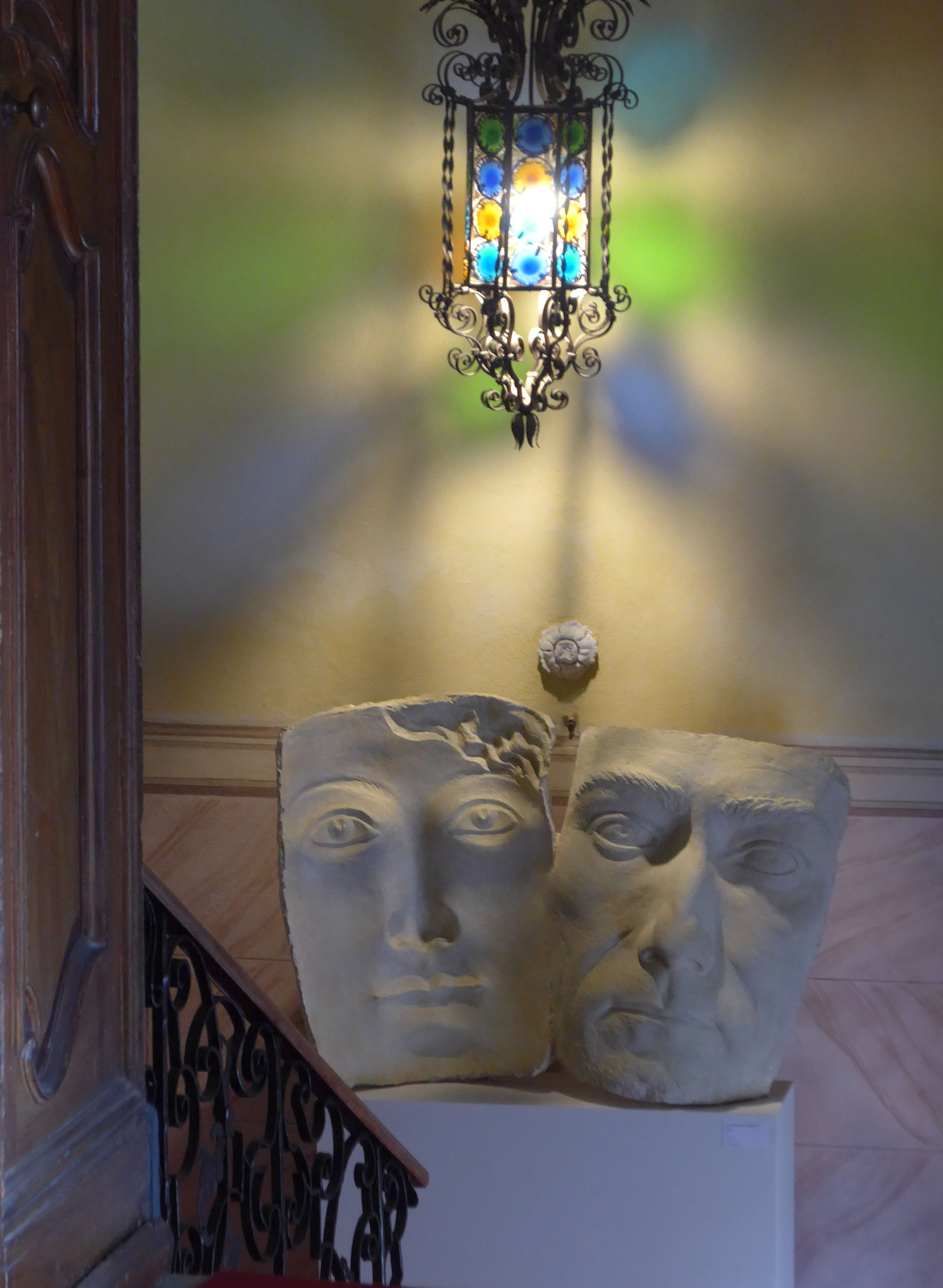
Gianpietro Moretti, Enigma, 2005, gesso patinato. Particolare dello scalone.

Palazzo Ceni è uno storico edificio di Medole, in provincia di Mantova, ora sede del comune e della Civica raccolta d'arte.

## Storia e descrizione
Palazzo Ceni appartenne al nobile casato dei De' Mori da Ceno, il cui rappresentante più illustre fu il poeta Ascanio de' Mori da Ceno, che fu al servizio dei Gonzaga.
I lavori di ristrutturazione del palazzo come lo vediamo oggi iniziarono nel 1750 e terminarono nel 1758.
Il 10 agosto del 1750 Pietro Ceni firmò un contratto d'appalto con Angelo Casnighi, detto Speltone Muratore, ma nel 1754 il palazzo non è stato ancora terminato. Dopo aver liquidato il Casnighi nel giugno del 1754, Pietro Ceni si accordò con Antonio Goggi muratore. Nel frattempo Pietro acquistò l'8 luglio 1751 una casa confinante con la sua dal reverendo Signor Don Pietro Mattanza per 1333 berlingotti e 17 soldi; questo gli permise di ampliare il cantiere già iniziato.
Il fabbricato, probabilmente risultato dalla unione di due abitazioni, è costituito dal piano terra con sei finestre rettangolari ornate da doppia cornice e dal piano superiore con i finestroni posti sullo stesso asse delle finestre sottostanti. Al centro il portale in marmo sovrastato dallo stemma della famiglia. Sulla parte sinistra della facciata è stata posta nel 1910 una lapide, che ricorda il soggiorno nel palazzo di Giuseppe Garibaldi il 27 aprile 1862.
Durante la battaglia di Medole del 1859 il palazzo venne utilizzato come infermeria per la cura dei feriti. Ivi spirò il colonnello francese Louis-Charles de Maleville.
Nel 1996 la famiglia Ceni ha donato il palazzo al Comune di Medole, che nel 2008 ha dato inizio all'opera di restauro per destinarlo a sede municipale e sede della Civica Raccolta d'Arte. 

## Galleria d'immagini

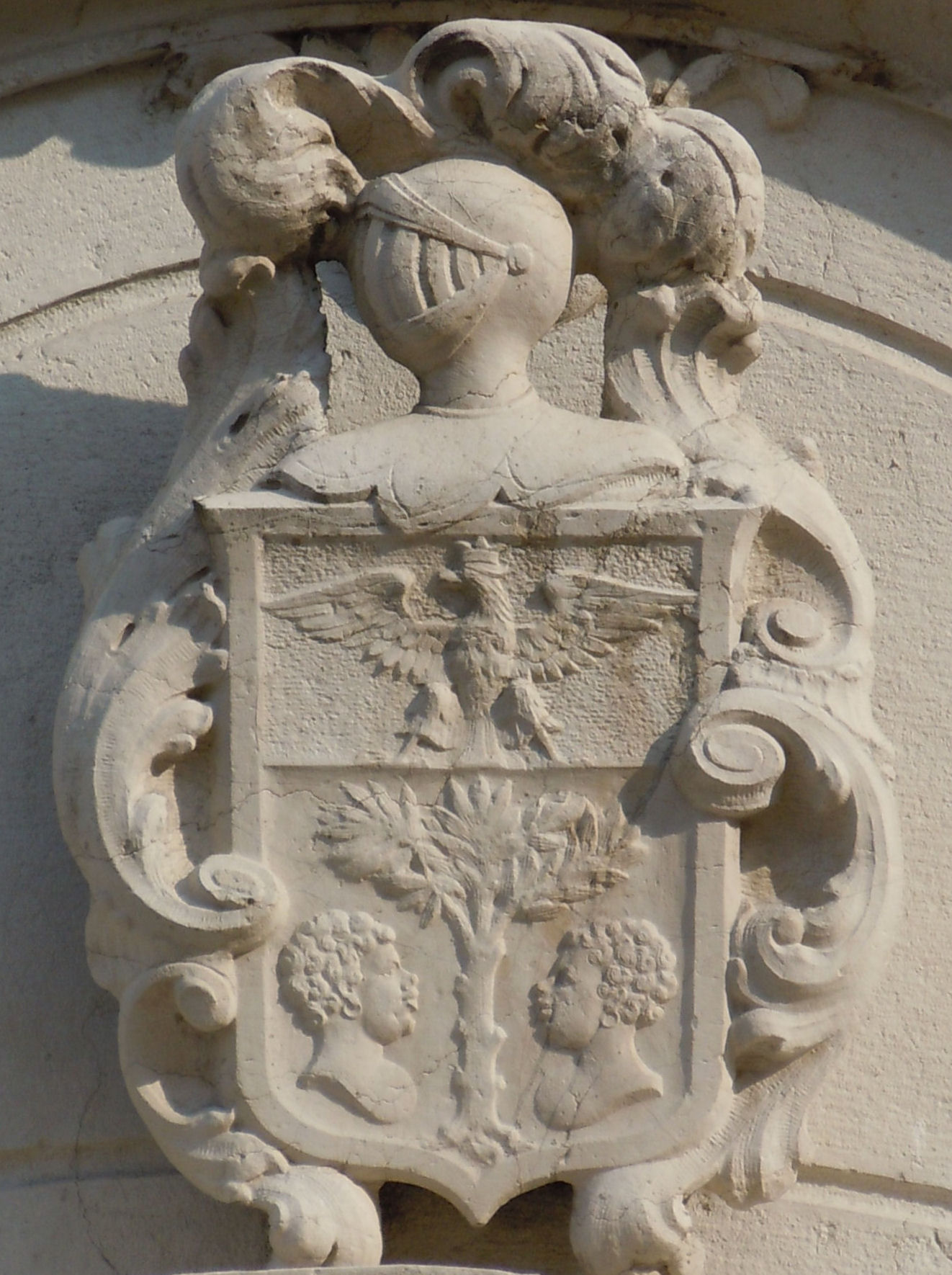
Stemma dei Ceni
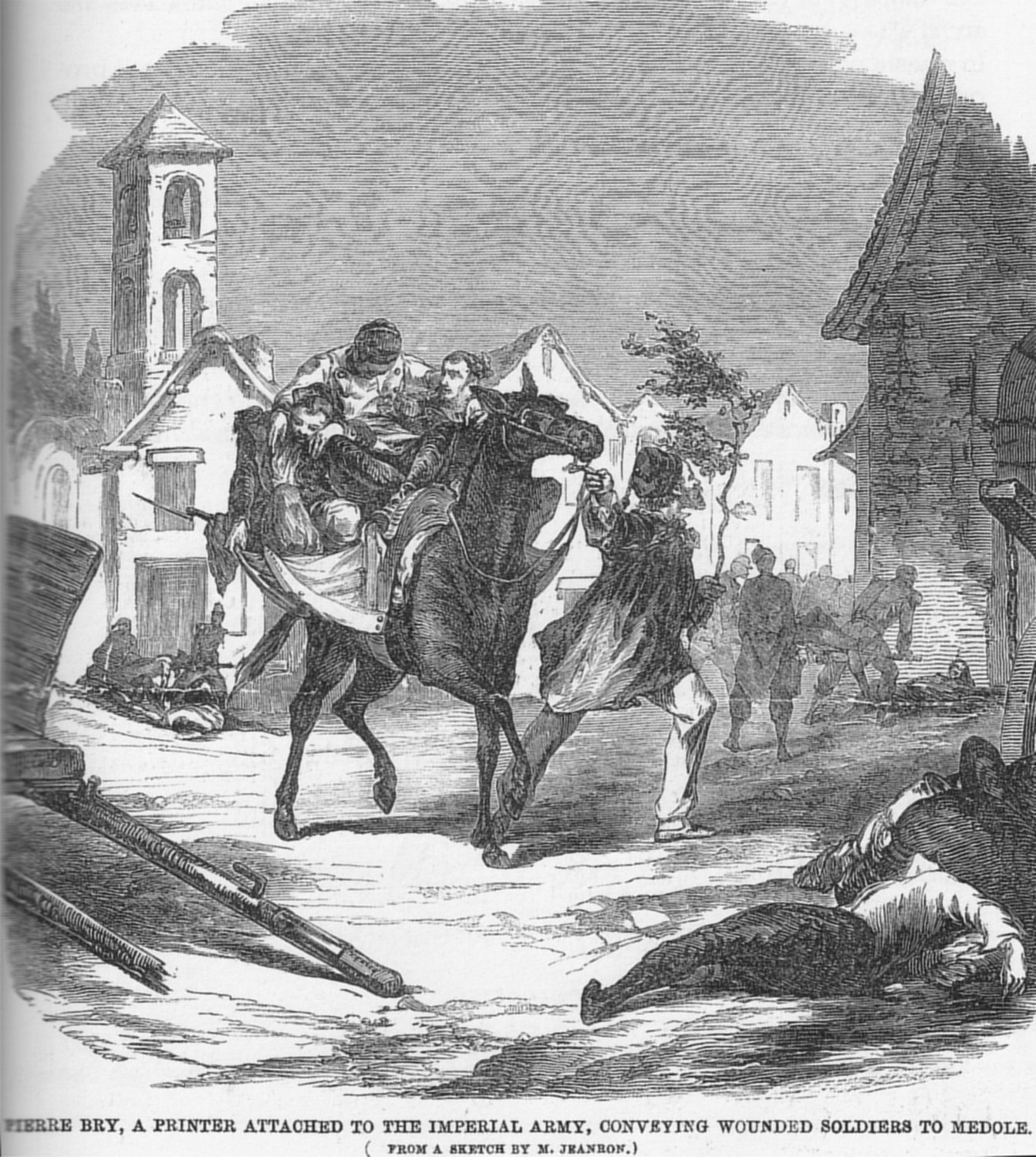
Feriti nella battaglia di Medole vengono trasportati a palazzo Ceni
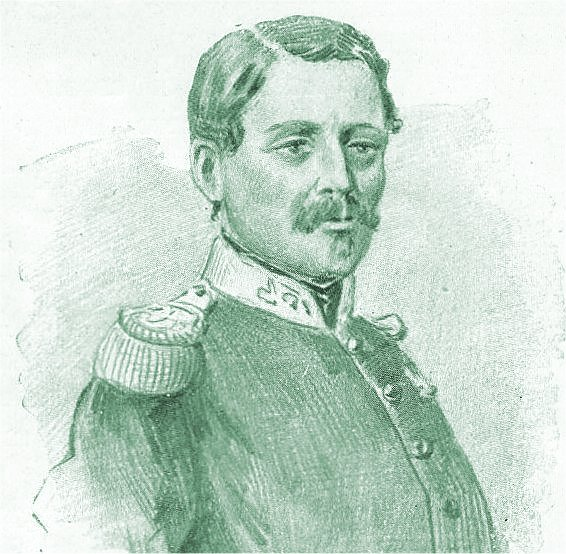
Il colonnello Louis-Charles de Maleville
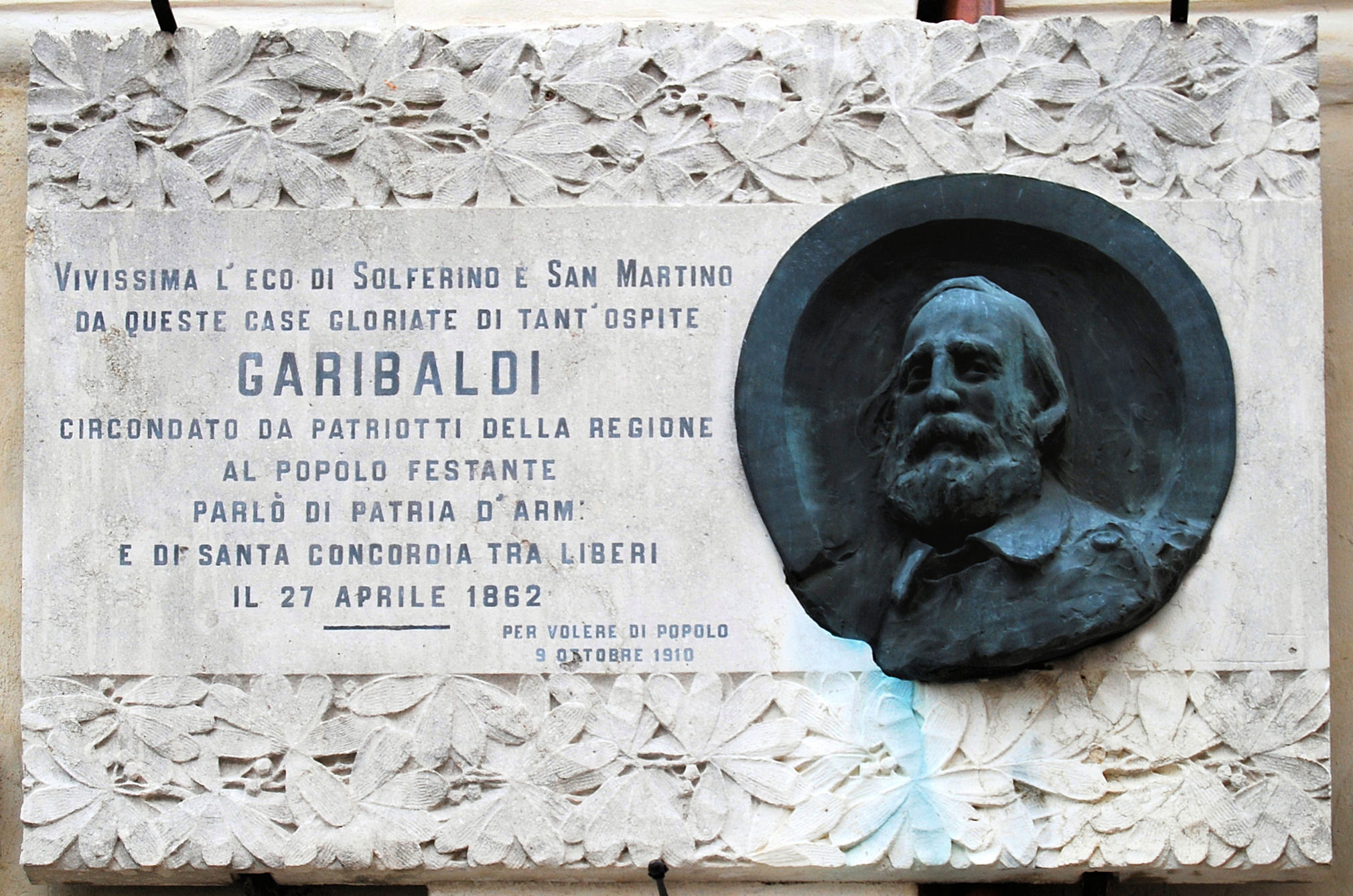
Lapide a Garibaldi

### Altre fonti
- Archivio Ceni, Brescia.